# 東埼玉資源環境組合

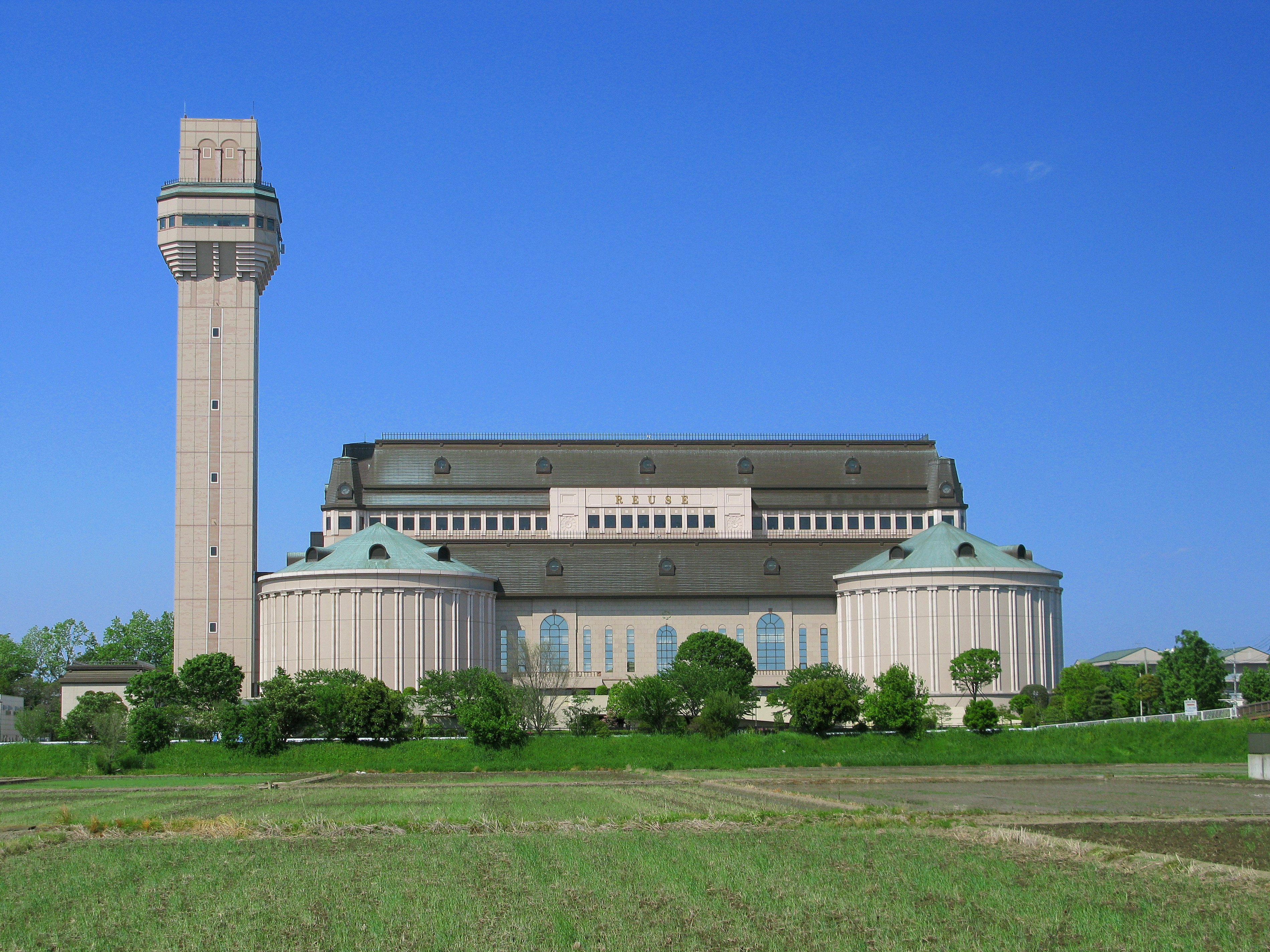
第一工場

東埼玉資源環境組合（ひがしさいたましげんかんきょうくみあい）は、埼玉県越谷市、草加市、三郷市、八潮市、吉川市および北葛飾郡松伏町の5市1町が設立している一部事務組合である。

## 清掃事務

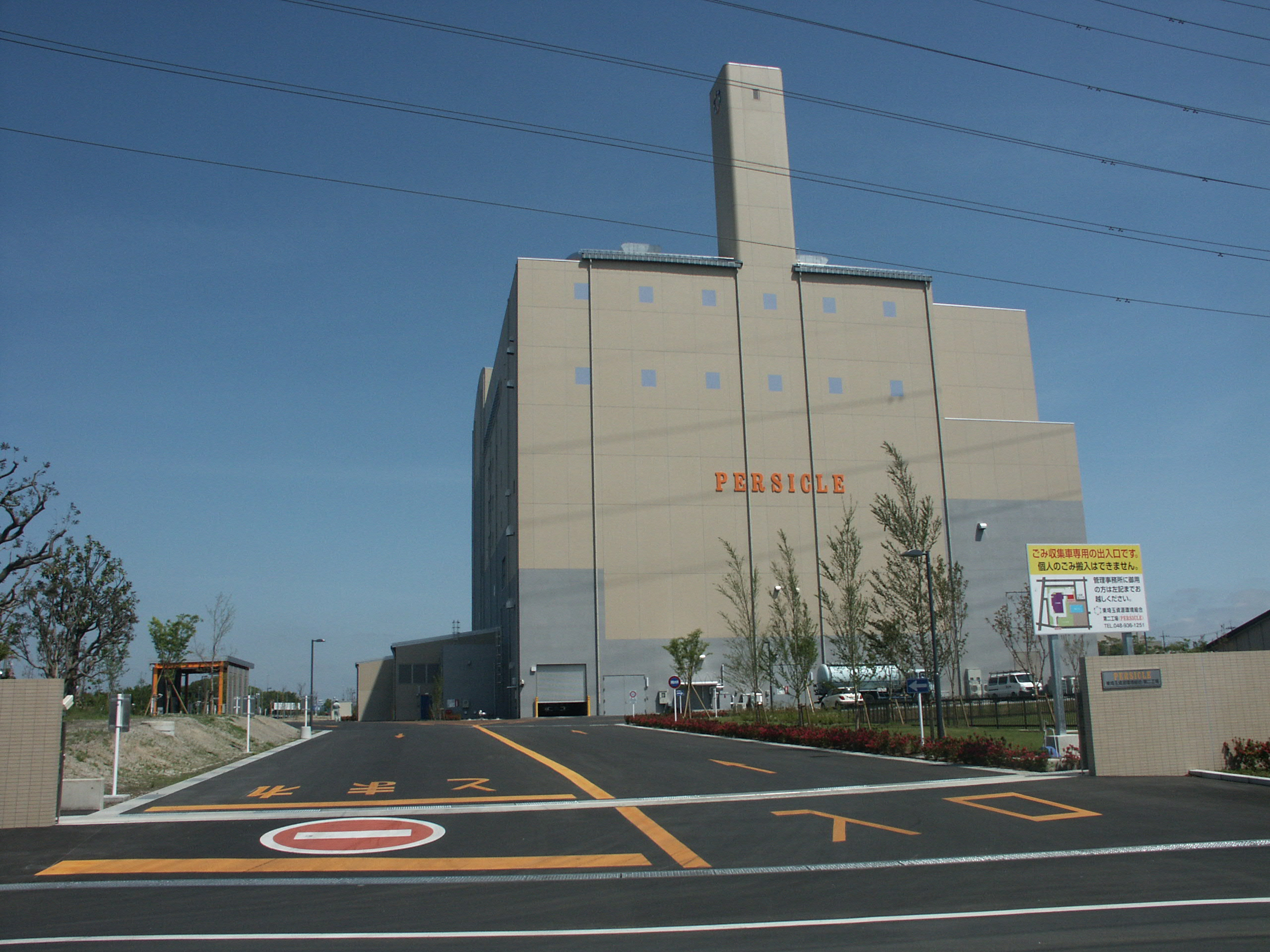
第二工場

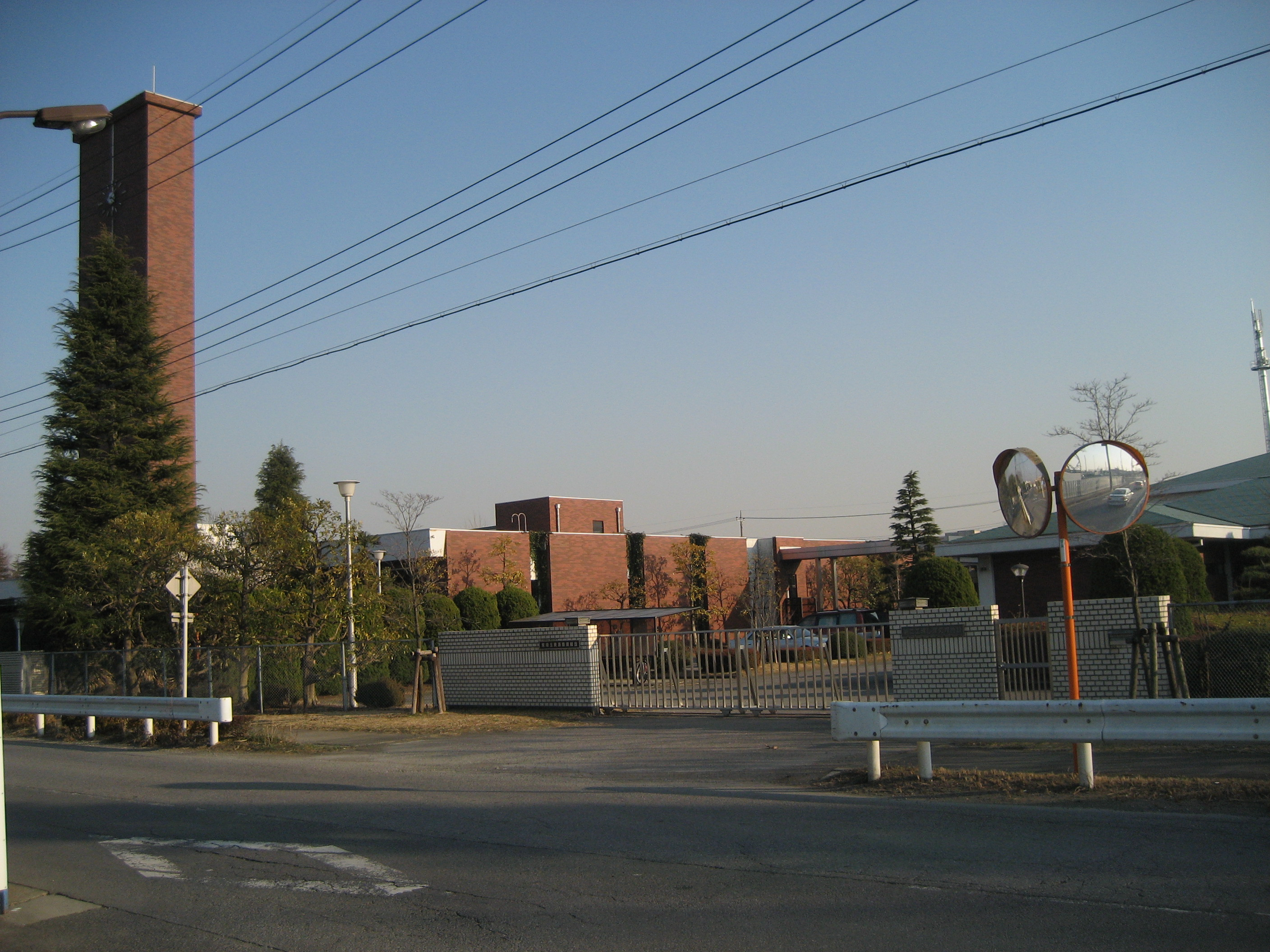
旧し尿処理場

### 概要
- 第一工場：越谷市増林3-2-1
- 第二工場：焼却施設・草加市柿木町107-1

　　　　　　し尿処理施設・八潮市八条700
- 最終埋立処分場（溶融スラグ埋立）・吉川市高久666
- 管内面積：184.01km²
- 管内人口：86,1041人（2007年1月1日現在）
- 管内世帯数：343,789世帯（2007年1月1日現在）
- 管理者：越谷市長
- 組合議会議員：
- 職員数：58人（構成している市町から職員を派遣しており、独自の職員採用は行っていない。）

### 沿革
- 1965年10月1日 - 当時の2市3町1村で埼玉県東部清掃組合を発足し、「可燃ごみ」と「し尿」の共同処理を開始する。
- 1967年3月 - 第一工場を越谷市増林に開設し尿処理を開始する。
- 1968年3月 - 第一工場ごみ焼却施設を開設しの可燃ごみの処理を開始する。
- 1981年10月 - 第二工場し尿処理施設を八潮市八条に開設する。
- 1986年3月 - 第二工場焼却施設を草加市柿木に開設する。（焼却時の火力で発電をし、一部を東京電力に売電）、第二工場吉川市に管理型最終処分場完成（61,057 m³）
- 1988年3月 - 第一工場し尿処理施設改良完成
- 1995年10月 - 第一工場の改築工事が竣工する。また、焼却時の火力で発電を開始する。（一部は東京電力に売電）
- 1995年11月 - 組合の情報公開リサイクル意識の向上を目的とした「リュースまつり」をこの年から毎年開催。（後に「環境と情報の集い」に名称を変更する。）
- 1999年3月 - 全国的なダイオキシン問題でダイオキシン類削減の恒久対策に対処のため 、第二工場の焼却施設を休止する。また、第一工場のし尿処理施設を廃止する。
- 1997年4月 - 第二工場のし尿処理施設の改造工事を完了する。
- 1998年3月15日 - 全国の一部事務組合に先駆け「ISO14001」認証を取得する。
- 199X年XX月-  焼却施設から出る溶融スラグを再利用した、インターロッキングブロック（リュースはいからブロック）の製造を開始する。
- 199X年XX月 - 第二工場でケナフの栽培を開始する。
- 2000年XX月 - 名称を東埼玉資源環境組合に変更する。（愛称「リュース」）

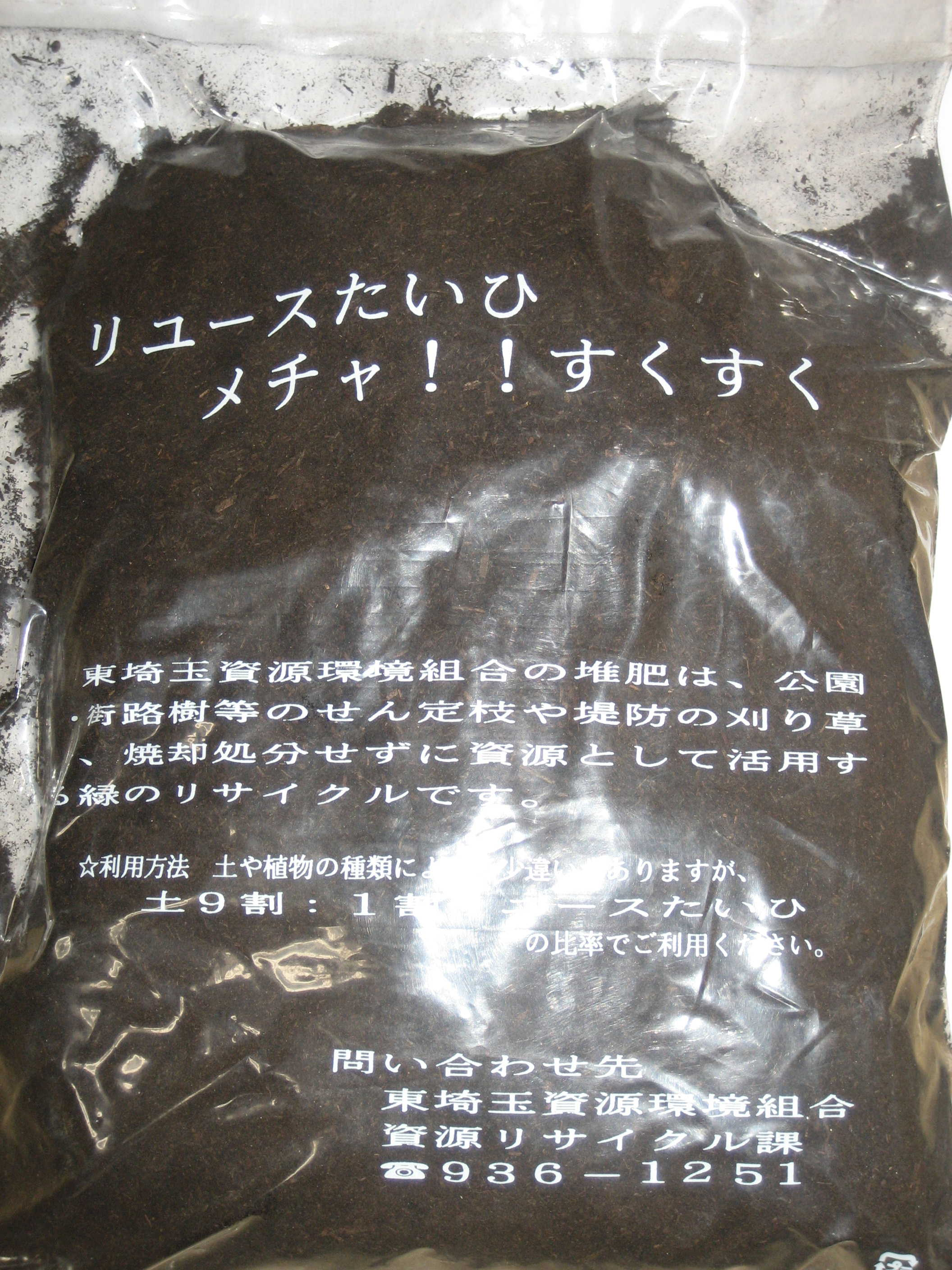
リュースたいひ　メチャ！！すくすく（配布用）

- 2000年9月 - 可燃ごみとして受け入れていた、街路樹等の剪定枝をリサイクルする堆肥化施設を第一工場に開設する。また、生産した堆肥を「リュースたいひ　メチャ！！すくすく」という商品名で管内住民を対象に販売。
- 2002年3月 - 埼玉県吉川市大字高久に新最終処分場（エコパークみどり）完成（170,000m³）
- 2005年3月 - 堆肥化施設増築工事完成。
- 2007年9月 - 第二工場の旧工場の解体工事を完了。
- 2016年3月 - 第二工場の新工場が完成。
- 2018年3月 - 汚泥再生処理センターが完成

### 組織
- 管理者
  - 理事
  - 副管理者
  - 事務局
- 総務課
  - 庶務係
  - 営繕係
  - 情報公開担当
- 計画課
  - 計画財政係
  - 広報係
- 資源エネルギー課
  - 運転管理担当
  - 発電担当
- 資源リサイクル課
  - 運転管理担当
  - リサイクル推進担当
- 建設準備室
  - 建設準備担当

- 組合議会、公平委員会、監査委員、情報公開審査会
- 議会事務局
  - 議会係

## 設備概要

### 第一工場
- 建築面積 工場・管理棟 19,968.72m²、煙突 328.89m²
- 延床面積 工場・管理棟 56,112.05m²、煙突 730.15m²
- 施設概要
- 焼却炉処理能力  800t/日（200t/日・4炉）
- 炉形式  全連続燃焼式機械炉
- 発電能力  24,000kw（12,000kw 2基）
- 表流水浄水装置処理能力及び処理方式  8,400t/日（200t/日・4炉）/（5,000t水槽・2基）
- 砂ろ過方式（凝集沈殿）
- 燃焼ガス冷却方式  廃熱ボイラ式
- 受入供給方式  ピットアンドクレーン方式
- 排ガス処理方式  乾式（消石灰+バグフィルタ）
- 排水処理方式  凝集沈殿方式
- 余熱利用  蒸気タービンによる発電、場内熱供給、給湯、冷暖房及び場外への熱供給（周　辺施設（温水プールなど）

- 灰溶融設備炉形式 アーク式電気溶融炉
  - 処理能力 80t/日（水分15%焼却灰）×2炉
  - 溶融温度 1,400℃
- 前処理方式 灰調整機による乾燥
- スラグ処理方式 水砕方式
- 所要電力 3, 800kw/h

- 堆肥化施設敷地面積  全体面積  7,800m²（敷地内道路 約300m² 含む）
- 原料棟  400.00m²
- 破砕棟  213.14m²
- 発酵棟  2,000.00m²
- 休憩棟  35.96m²
- 建築面積  2,649.10m²
- 延床面積  2,649.10m²
- 建築構造  鉄骨造　平屋建

#### 放送送信設備
第一工場の屋上（地上高100m）には、エフエムこしがやの送信所がある。
| 放送局名         | コールサイン /呼出名称      | 周波数  | 空中線電力 | ERP | 放送対象地域 | 放送区域内世帯数                                                     | 開局日                    |
| エフエムこしがや | JOZZ3CE-FM こしがやエフエム | 86.8MHz | 20W        | 24W | -            | 13万9666世帯 越谷市全世帯14万5485世帯（2015年12月現在）の96%をカバー | 2016年（平成28年）3月27日 |

### 第二工場
- 第二工場ごみ処理施設
  - 焼却炉処理能力‐297t／日（148.5t／日・2炉））　
  - 発電能力‐9,400kW  抽気復水タービン、太陽光発電：30kW
  - 炉形式‐直接ガス化溶融炉
  - 燃焼ガス冷却方式‐廃熱ボイラ方式
  - 排ガス処理方式‐乾式（消石灰・活性炭吹込＋ろ過式集じん器）＋脱硝反応塔
  - 排水処理方式‐無機系排水：凝集沈殿方式、有機系排水：生物処理方式
  - 余熱利用‐蒸気タービンによる発電、場内熱供給(給湯)、市民温水プール・老人福祉センターへの熱供給

- 第二工場汚泥処理センター
  - 処理能力‐235ｋｌ／日　　　　　　　　　　　　　　　　　　　　　　　　
  - 処理方式‐固液分離方式（直接脱水処理）＋水処理方式（担体処理+標準脱窒素処理）

（分離液は生物処理後、希釈して公共下水道に放流）

### 最終埋立処分場
- 建築概要
- 愛称  エコパーク吉川「みどり」
- 敷地面積  約48,900m²
- 埋立地面積  約31,000m²
- 埋立地深さ  平均約5.5m
- 埋立容積  170,000立方m
- 埋立対象物  溶融スラグ
- 管理棟  鉄骨造・平屋建　162m²
- スラグ選別機棟  鉄骨造・平屋建　518m²
- 遊水池 6,000m²
- 水処理施設
- 水処理棟  鉄骨造・2階建　360m²
- 処理能力  120m³/日
- 浸出水調整池  4,600m³
- 処理方法  凝集沈殿方式